# Schar (Kasachstan)

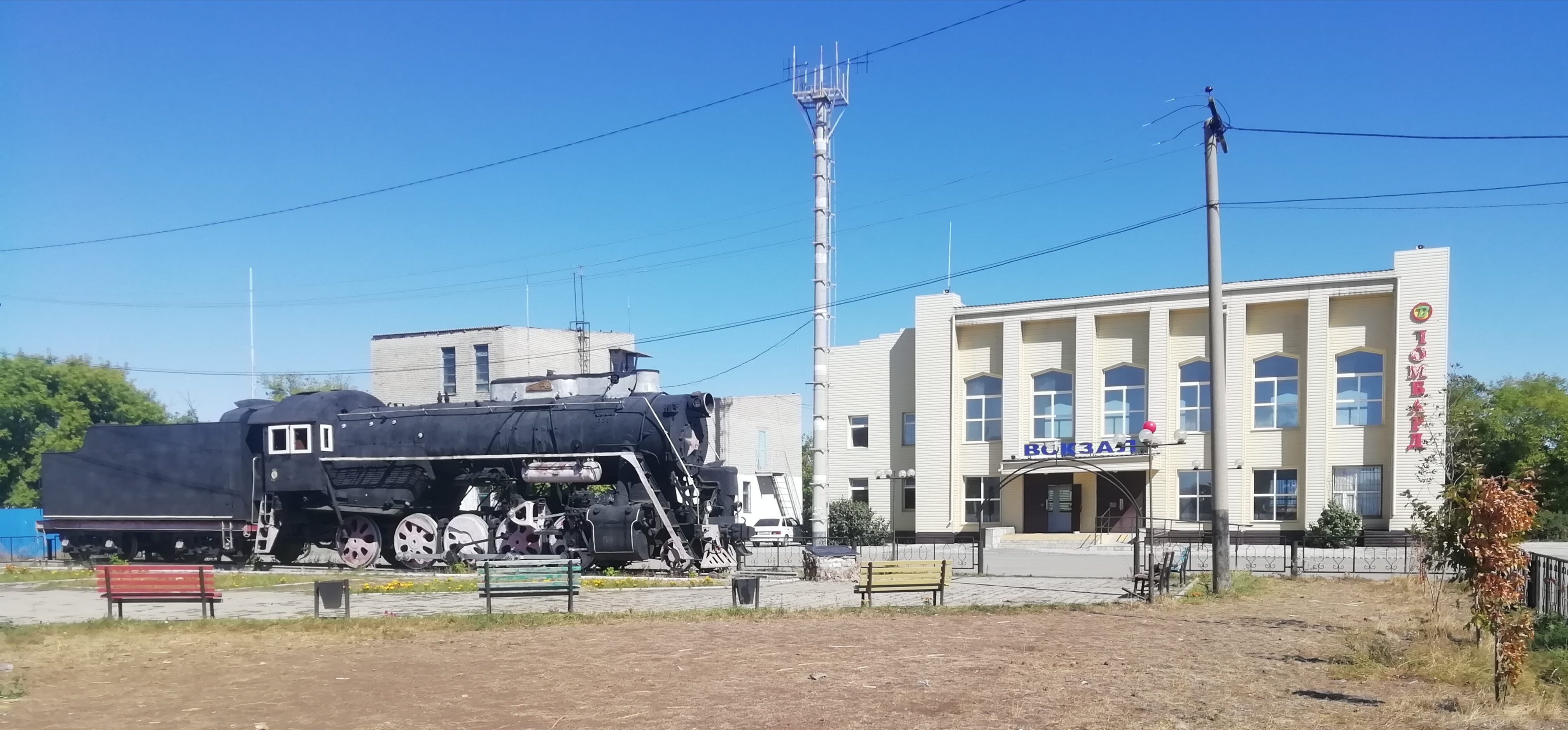
Bahnhof von Schar

Schar (kasachisch Шар; russisch Чарск Tscharsk) ist eine Stadt im Gebiet Abai mit 6.563 Einwohnern.

## Geografie
Der gleichnamige Fluss Schar durchfließt die Stadt.

## Bevölkerung
Bei der Volkszählung 1999 wurde für Schar eine Einwohnerzahl von 9.383 Menschen angegeben. Bei der Volkszählung im Jahr 2009 hatte der Ort 8.156 Einwohner. Bei der letzten Volkszählung 2021 lebten 6.719 Menschen in Schar. Die Fortschreibung der Bevölkerungszahl ergab zum 1. Januar 2025 eine Einwohnerzahl von 6.075.
| Einwohnerentwicklung               | Einwohnerentwicklung | Einwohnerentwicklung | Einwohnerentwicklung | Einwohnerentwicklung | Einwohnerentwicklung | Einwohnerentwicklung | Einwohnerentwicklung |
| 1939                               | 1959                 | 1970                 | 1979                 | 1989                 | 1999                 | 2009                 | 2021                 |
| ---------------------------------- | -------------------- | -------------------- | -------------------- | -------------------- | -------------------- | -------------------- | -------------------- |
| 6.106                              | 12.372               | 13.282               | 10.298               | 10.428               | 9.383                | 8.156                | 6.719                |
| Anmerkung: Volkszählungsergebnisse |                      |                      |                      |                      |                      |                      |                      |

## Verkehr
Die Stadt liegt an der Turkestan-Sibirischen Eisenbahn. Von hier zweigt seit dem 9. Oktober 2008 eine Strecke zum ostkasachischen Verwaltungszentrum Öskemen (Ust-Kamenogorsk) ab. Mit der neuen Eisenbahnstrecke werden die Abschnitte der bis dahin genutzten Strecke nach Öskemen und Syrjanowsk, die auf russischem Gebiet verlaufen, auf kasachischem Gebiet umfahren.
In der Nähe der Stadt verläuft die Fernstraße M38 (Europastraße 127).